# Bilbao Athletic
Bilbao Athletic je španělský fotbalový klub z Bilbaa v autonomním společenství Baskicko, jde o rezervní tým Athletic Bilbao. Hraje Primera Federación. Byl založen v roce 1964. Domácí zápasy hraje na Lezama Facilities s kapacitou 3 250 diváků, případně na San Mamés, stadionu A-týmu. 
Nemůže postoupit do La Ligy, kterou hraje A-tým. Nemůže hrát ani Copa del Rey. Stejně jako v A-týmu, i v B-týmu můžou hrát pouze hráči z Baskicka.